# 乌拉尼亚 (路易斯安那州)
乌拉尼亚（英語：Urania），是美国路易斯安那州下属的一座城市。根据2010年美国人口普查，该市有人口1,313人。建置上，属于“town”。